# خاووپکی (شهرستان راچیبوژ)
خاووپکی (به لهستانی:  Chałupki) یک روستا در لهستان است که در گمینا کژژانوویتسه واقع شده‌است. خاووپکی ۱٬۶۹۴ نفر جمعیت دارد.